# Шаповалов Юрій Анатолійович
Юрій Анатолійович Шаповалов (нар. 14 березня 1972, м. Кременчук, Полтавська область) — український політик, автоспортсмен. Майстер спорту міжнародного класу України з автоспорту. 
Голосував за закон України 12414, який був ухвалений з порушенням Регламенту Верховної Ради України та підпорядкував НАБУ та САП Генеральному прокурору.

## Життєпис
Освіта вища. Навчався у восьмирічній школі № 15 та середній школі № 21 м. Кременчука. Закінчив Харківський національний автомобільно-дорожній університет, напрямок підготовки «Автомобілі та автомобільне господарство», спеціалізація «Технічна експлуатація автомобілів», здобутий фах — інженер-механік.
Був директором регіонального представництва компанії «Фокстрот» в Кременчуці.
2010—2012 рр. — депутат Кременчуцької міської ради.

## Парламентська діяльність
З 12 грудня 2012 р. — народний депутат VII скликання. Безпартійний, до лютого 2014 р. входив до фракції Партії регіонів. Голова підкомітету з питань антимонопольної політики та розвитку економічної конкуренції Комітету Верховної Ради з питань підприємництва, регуляторної та антимонопольної політики.
21 жовтня 2016 року депутат Верховної Ради України Юрій Шаповалов повідомив на засіданні Ради про своє рішення вийти з депутатської групи «Воля народу».
Був одним з 59 депутатів, що підписали подання, на підставі якого Конституційний суд України скасував статтю Кримінального кодексу України про незаконне збагачення, що зобов'язувала держслужбовців давати пояснення про джерела їх доходів і доходів членів їх сімей. Кримінальну відповідальність за незаконне збагачення в Україні запровадили у 2015 році. Це було однією з вимог ЄС на виконання Плану дій з візової лібералізації, а також одним із зобов'язань України перед МВФ, закріпленим меморандумом.
У липні 2019 року як самовисуванець обраний народним депутатом по 146-му мажоритарному округу (більша частина Кременчука). Секретар комітету з питань енергетики та житлово-комунальних послуг у Верховній Раді України IX скликання (з 29 серпня 2019 року).
Займався неособистим голосуванням.
Журналістам Руху ЧЕСНО стало відомо про ймовірне суміщення посади народного депутата України та зайняття підприємницькою діяльністю Шаповаловим Юрієм Анатолійовичем та іншими народними депутатами.
У ході повномасштабного російського вторгнення в Україну на початку квітня 2022 року долучився до реалізації проєкту «ЩИТ-Фантом» на Сумщині, розробленого під керівництвом Героя України, начальника Охтирського гарнізону Дениса Дикого (позивний — «Тренер»). Завдяки відеоспостереженню в рамках проєкту (встановлено 50 об'єктів відеоспостереження вздовж кордону на Сумщині) відбувається контроль ситуації прикордонниками та ЗСУ у Сумській області, які слідкують за порушенням кордонів України та відслідковуванням переміщення збройних формувань агресора в межах прикордонних зон.

## Сім'я
Племінник Юрія Шаповала Олексій Мовчан обраний Народним депутатом України 9-го скликання.

## Статки
За 2019 рік задекларував готівки на 67 мільйонів гривень.
У щорічній декларації про доходи та майно за 2024 рік з'явилось нове службове приміщення у Кременчуці площею 131 м², яке Юрій Шаповалов орендує у ТОВ «ТТЦ «ЕЛЕКТРОПРИЛАД». З цінного майна задекларував годинник Breguet, який належить Євгенії Шаповаловій. Він має 2 автівки AUDI A6 та BMW X7 M50i/G07. У 2024 році народний депутат заробив 659,3 тис. грн. На банківських рахунках нардеп тримає понад півмільйона гривень, майже 2,6 тис. доларів США та 1,4 тис. євро. Серед іншого, у травні 2024 року його дружина оформила кредит на 1,74 млн гривень.